# Queireiras
Cairièra(s) (en francès Queyrières) és un municipi francès del departament de l'Alt Loira, a la regió d'Alvèrnia-Roine-Alps.